# Clarity (canção de Zedd)
Clarity é uma canção do DJ alemão Zedd que foi o terceiro single de seu álbum de mesmo nome. A música conta com a participação da cantora britânica Foxes nos vocais. Foi escrita por Zedd, Matthew Koma, Porter Robinson and Skylar Grey.
No início do ano de 2014 a canção ganhou Grammy Award o para Melhor Gravação Dance.

## Histórico de lançamento
| País           | Data                    | Formato                       | Gravadora          |
| -------------- | ----------------------- | ----------------------------- | ------------------ |
| Itália         | 14 de dezembro de 2012  | Contemporary hit radio        | Universal Music    |
| Austrália      | 1 de fevereiro de 2013  | Digital download              | Interscope Records |
| Nova Zelândia  | 1 de fevereiro de 2013  | Digital download              | Interscope Records |
| Estados Unidos | 12 de fevereiro de 2013 | Digital download (remixes EP) | Interscope Records |
| Austrália      | 18 de fevereiro de 2013 | Digital download (remixes EP) | Interscope Records |
| Alemanha       | 18 de fevereiro de 2013 | Digital download (remixes EP) | Interscope Records |
| Nova Zelândia  | 18 de fevereiro de 2013 | Digital download (remixes EP) | Interscope Records |
| Estados Unidos | 5 de março de 2013      | Contemporary hit radio        | Interscope Records |
| Reino Unido    | 6 de junho de 2014      | Digital download (remixes EP) | Interscope Records |